# نهم (موسیقی)

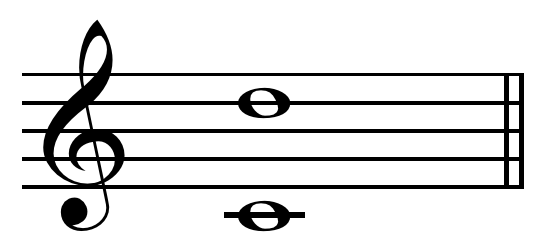
فاصله «نهم بزرگ» از نت دو

نهم (انگلیسی: Ninth) فاصله‌ای در موسیقی کلاسیک است که از ترکیب یک اکتاو و یک «فاصلهٔ دوم» به وجود می‌آید. در دوران قواعد مشترک فاصلهٔ نهم، فاصله‌ای «نامطبوع» در تنالیته شناخته می‌شد. از آنجا که «نهم» یک فاصلۀ دوم بیشتر از اکتاو است، از سطح تراکم کمتری در «صدادهی» برخوردار است. 

## نهم بزرگ
فاصلۀ «نهم بزرگ» از ترکیب یک «اکتاو» و یک دوم بزرگ به وجود می‌آید و معکوس آن هفتم کوچک است. دارای ۱۴ نیم‌پرده (یک اکتاو و ۲ نیم پرده) است و فاصلۀ آن در اعتدال مساوی از نتِ پایه، ۱۴۰۰ سنت است.

### انتقالی
این فاصله در سازهای انتقالی نیز کاربرد دارد. مانند کلارینت باس که یک «نهم بزرگ» بم‌تر از نتِ نوشته‌شده صدا می‌دهد.

## نهم کوچک
فاصلۀ «نهم کوچک» از ترکیب یک «اکتاو» و یک دوم کوچک به وجود می‌آید و معکوس آن هفتم بزرگ است. دارای ۱۳ نیم‌پرده (یک اکتاو و یک نیم‌پرده) است و فاصلۀ آن در اعتدال مساوی از نتِ پایه، ۱۳۰۰ سنت است.

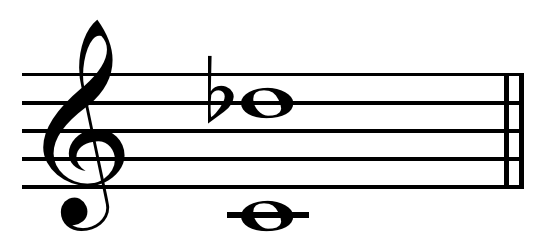
فاصله «نهم کوچک» از نت «دو»

## نهم افزوده

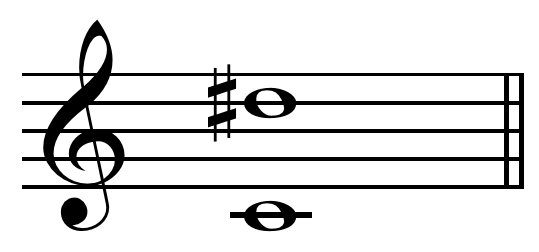
فاصله «نهم افزوده» از نت «دو»

نهمِ افزوده، فاصله‌ای است که با افزودنِ نیم‌پرده کروماتیک به فاصلۀ «نهم بزرگ» به وجود می‌آید و دارای ۱۵ نیم‌پرده (یک اکتاو و ۳ نیم‌پرده) است.

## آکوردهای نهم

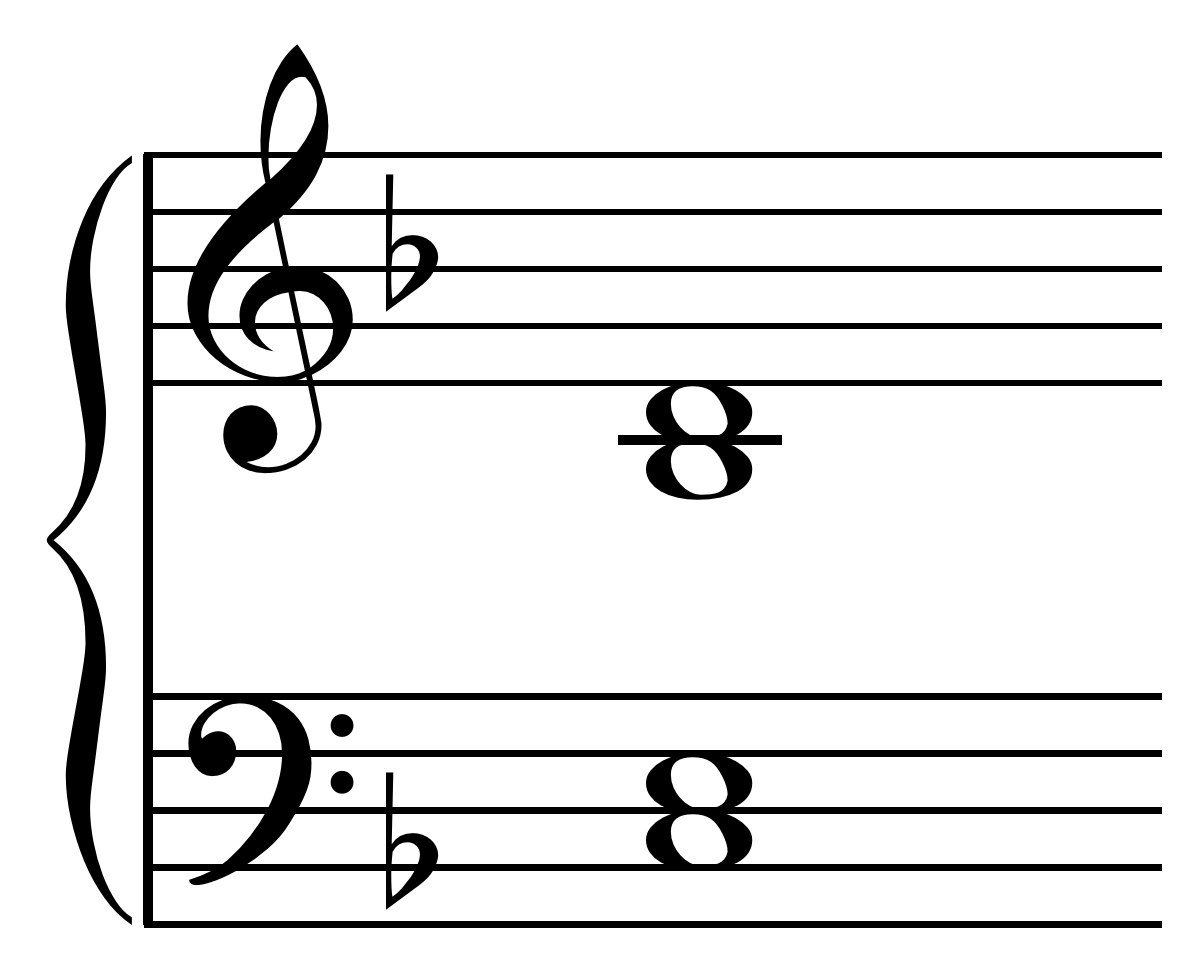
آکورد «نهم نمایان» روی درجه پنج گام فا ماژور

«آکورد نُه» بر سه نوع استوار است. نهم نمایان (9)، نهم بزرگ (M9) و نهم کوچک (m9). نتِ نهم در هیچ‌کدام از آکوردها تغییر نمی‌کند ولی ترکیب آن متفاوت است:
1. آکورد «نهم نمایان» که روی درجۀ پنجم گام ماژور قرار می‌گیرد.
2. آکورد «نهم بزرگ» که روی درجۀ تونیک یک گام ماژور قرار می‌گیرد.
3. آکورد «نهم کوچک» که روی درجۀ تونیک یک گام مینور قرار می‌گیرد.

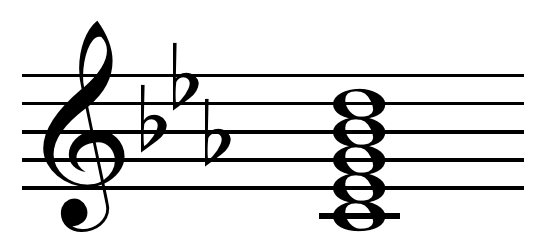
آکورد «نهم کوچک» در دو مینور

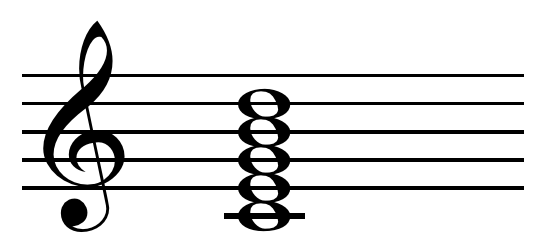
آکورد «نهم بزرگ» در دو ماژور

## یادداشت
1. ↑  Sonority hierarchy